# Jordy Soladio
Jordy Solly Soladio Kandolo (sinh ngày 12 tháng 2 năm 1998) là một cầu thủ bóng đá người Bỉ đang thi đấu ở vị trí tiền đạo cho câu lạc bộ FCV Dender EH.

## Sự nghiệp cầu thủ trẻ
Soladio bắt đầu chơi bóng tại Kortenberg. Năm 11 tuổi, anh chuyển đến KV Mechelen. Sau đó, anh chuyển đến Oud-Heverlee Leuven, để chuẩn bị cho mùa giải 2015/16, anh đã chơi trong trận giao hữu với VK Linden, OHL đã thắng 12–0 nhờ hai bàn thắng của Soladio. Năm 2016, anh trở lại KV Mechelen. Tuy nhiên, anh đã không được đôn lên đội một.

## Cuộc sống cá nhân
Jordy Soladio là em trai của cầu thủ bóng đá David Soladio, hiện đang thi đấu cho câu lạc bộ Tempo Overijse.